# 北方人種
北方人種（ほっぽうじんしゅ）は、20世紀前半の人類学で、コーカソイドの下位分類の1つとされた人種の一つ。現在では、科学よりも思想的な概念と考えられている。北欧人種ともいう。

## 概要
「北方人種」という用語は、ロシア出身のフランス人類学者ジョセフ・デニカールによって考案され地中海人種、アルプス人種と共に定義された。北方人種には、ゲルマン人種、スラブ人種、バルト人種、および主にバルト・フィン諸語を話者とするフィン・ウゴル人種が含まれた。今日では人種主義のために考案されたと考えられている（アーリアン学説参照）。北方人種は北欧系をその典型とし、ノルディック人種とも呼称された。後にウィリアム・Z・リプリー（en）は著作でこの用語を借用した。
北方人種に属する人々は「ブロンドの形質があり、メラニン色素が少ないので、皮膚・頭髪・虹彩の色がやや薄い傾向にある。皮膚のメラニン色素が少なく、薄桃色を呈する。毛髪はいわゆるブロンド髪であるが、南に行くほど濃色になり、明るい褐色を呈する傾向がある。虹彩の色は灰色などである。頭を上から見ると幅が狭く前後に長い。また身長が高い。身体的にも筋肉質である」などとされた。古代ローマが栄えた時代のゲルマン人も主に北方人種であり、彼らは170cmあったとされた。フランスの人類学者アンリ・ヴァロワ(1889－1981)は「北方人種の男性の平均身長は173cmで、人類中でも高身長の範疇に属する。スカンディナヴィア南部からヨーロッパ北岸を通ってイギリスに分布する北方人種の一群にはクロマニョン人への類似が認められる」などとした。

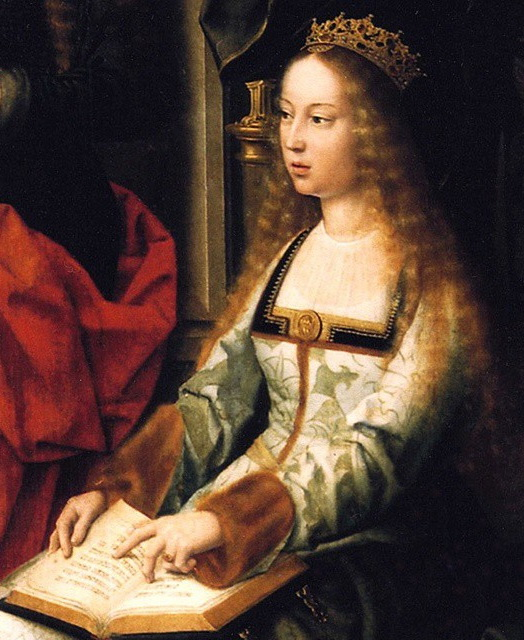
カスティーリャ王国女王のイサベル1世 「北方人種」の特徴を備えているとされた

上述されている通り多分に人種差別を肯定する思想を含んでいる分類であり、その妥当性を主張する理論は矛盾や破綻、牽強付会に満ちている部分が多かった。一例として挙げられるのがハンス・ギュンターによるアウグストゥス論で、彼は全ての歴史的資料を無視してアウグストゥスが北欧人の末裔であると主張した。その最大の理由は「アウグストゥスが公平であったこと」である。これは彼らにとっての理屈である「北欧人や北欧系中欧人が最も優秀なヨーロッパ人」に対する一般的で率直な反論である、ヨーロッパ文明の父祖たる古代ギリシャ・古代ローマにそれらの人々が（少なくとも彼らが同時に主張したアルプス人種や地中海人種に比べて）ほとんど関係していないという意見に窮した結果、導かれた奇妙な学説であった。また、同様の理由から逆に北方人種は地中海人種から枝分かれして成立したとする理論も主張されたが、両者共に信憑性は薄い。

## 北方人種説の展開

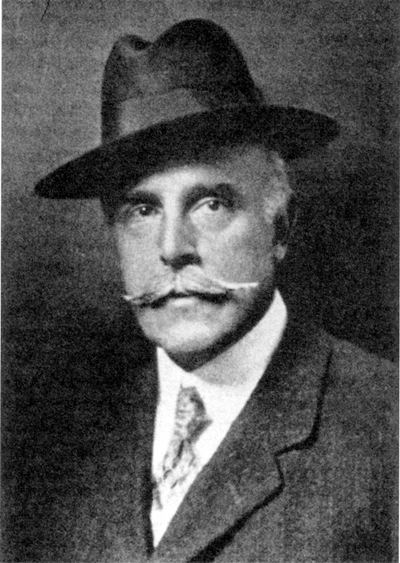
アメリカの移民規制法を主導した生物学者・人種学者・優生学者マディソン・グラント

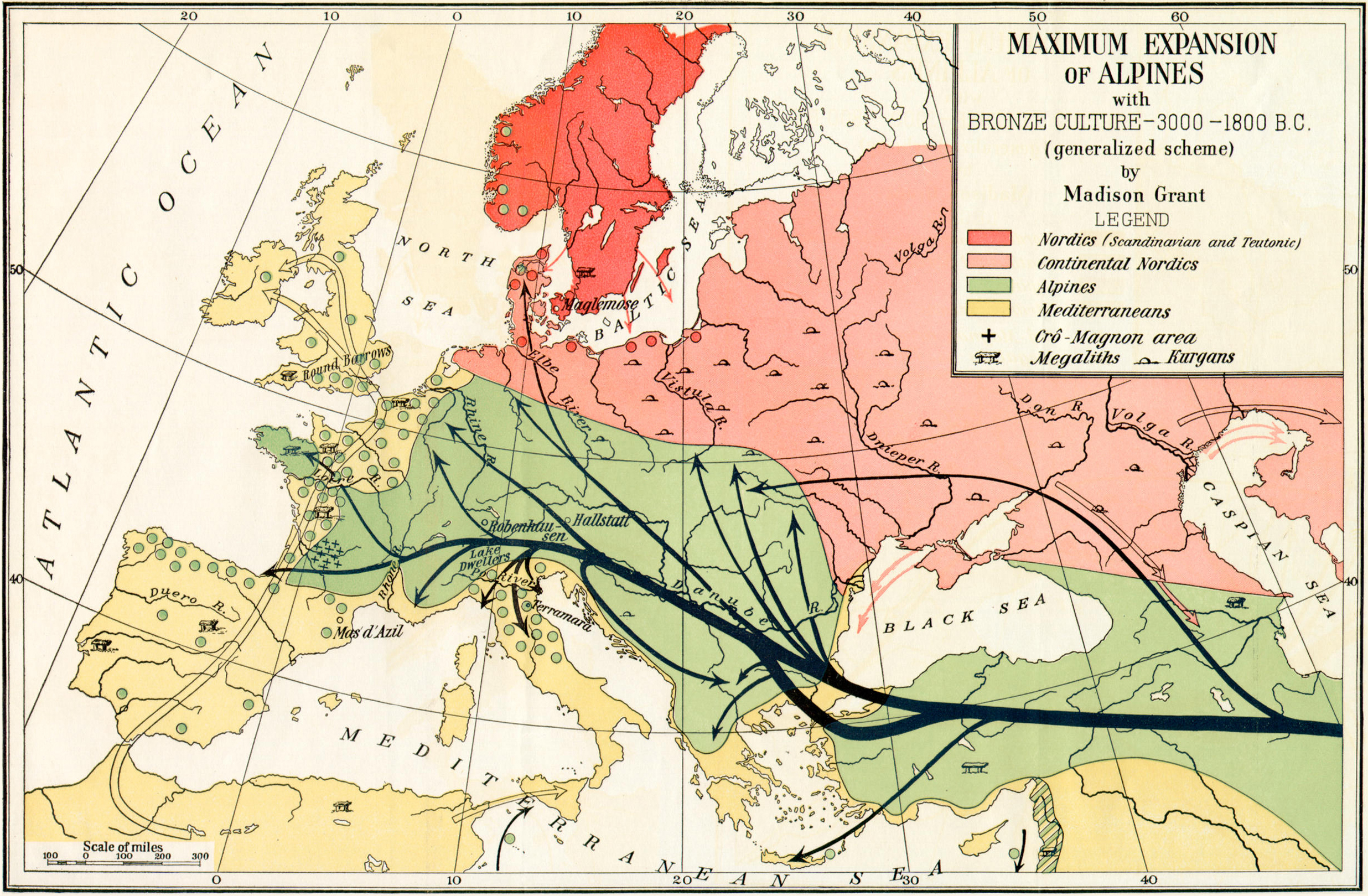
グラントによる「人種図」。今日的には全く信憑性を失っている理論ではあるが、20世紀初頭まではこうした意見が優生学と共に大きな権威を持っていた。

北方人種主義を人種理論、ないし人種思想において至上視する意見は、しばしばノルディック・イデオロギー (Nordic Ideology)（北方人種至上主義）と呼ばれた。より短くノルディキズムとも呼ばれるが、汎スカンディナヴィア主義の通称であるノルディズムと略称が似ているため、注意が必要である。両者は共に北欧と深いつながりを持ち、相互に関連し影響を与えた部分もあるものの、基本的には異なる概念である。従って汎スカンディナヴィア主義の略称としては、スカンディナヴィズムがより頻繁に用いられる。
北方人種説はヨーロッパ全体や北米等では広くは受入れられなかったが、ナチズムやKKKの設立などに多大な影響を与えた。アドルフ・ヒトラーはマディソン・グラント (Madison Grant) の著書「偉大な人種の消滅 "The Passing of the Great Race"」を『私の聖書』と呼んで愛読していた。北方人種説は「人類がその優良な北方人種に導かれ、淘汰されるべき」とする支配人種（ドイツ語: die Herrenrasse、もしくは支配民族（ドイツ語: das Herrenvolk））説へと発展を遂げ、アーリアン学説と並んで国家社会主義ドイツ労働者党およびナチス・ドイツの人種政策の根幹となった。

### 成立
20世紀前半に心理学者ウィリアム・マクドガルの学説などによって用いられ、彼らは北方人種が知能・精神面でも優等で「人を導くのに最適な才覚を持っている」と主張した。
この偏狭で「不確かな」理論は様々な批判や反論を受け、特に地中海人種（と彼らが同時に分類した人々）が作り出した欧州の古代文明（オリエント、ギリシャ、ローマ）との関わりは無いに等しいではないかと指摘された。彼らは窮した結果、それまでの歴史学の学説や状況証拠を全て無視して、その文明も北欧起源の人々が作り上げたのだと強弁した。
最終的にノルディキスト（北方主義者）達は、北方人種が幾つかの分野では地中海人種より劣った部分を持つことを認めた。それでも彼らは指導力については北方人種が持つもので、地中海人種は他の人種と同じくその元に集うことで真価を発揮できると譲らなかった。
一方、北方人種と同じく古代では「倒され、征服される側に関連があった」と見なされたアルプス人種には、遠慮の無い差別が行われた。彼らは地中海人種は北方人種に次ぐ優等さを持つとして「高貴な人種」の一部に含めたが、アルプス人種は創造性に欠ける「百姓階級」でしかないと断じた。アメリカの人種学者マディソン・グラントは「地中海人種――身体においては北方人種に劣るが、知性豊かで創造性に溢れる」「アルプス人種――基本的に従えられる存在で、兵士や水夫などに用いる。王たる北方人種とはもっとも正反対の存在」と定義している。
当然ながら地中海人種（メディタレニア）やアルプス人種（アルピーネ）と定義されたのほとんどの人々は、ノルディキストの考えを妄言としか捉えず、ノルディキストからは反ノルディキストとレッテルを貼られた。「反ノルディキスト」達の中でもイタリアの歴史学者ジュゼッペ・セルギは歴史学の観点からノルディキストの古代史における強弁ぶりを次々と論破していった。その上で「オリエント・ギリシャ・ローマという存在は、逆に地中海人種こそが指導力を持つ人種である事の証拠である」と皮肉った。
「メディタレニズム」とも呼べるこの反論は影響を残し、イギリスの人種学者チャールズ・ガブリエル・セリッグマンは「少なくとも歴史学上の業績だけで論じれば、むしろ地中海人種こそが指導力を持つ人種に思える」と同調する意見を残している。同じく人種理論の大家であったチャールストン・クーンも「ホメロスが北欧人だったと言って誰が信じるだろうか」と、古代史に関する強弁を戒めている。

### アメリカ合衆国における影響

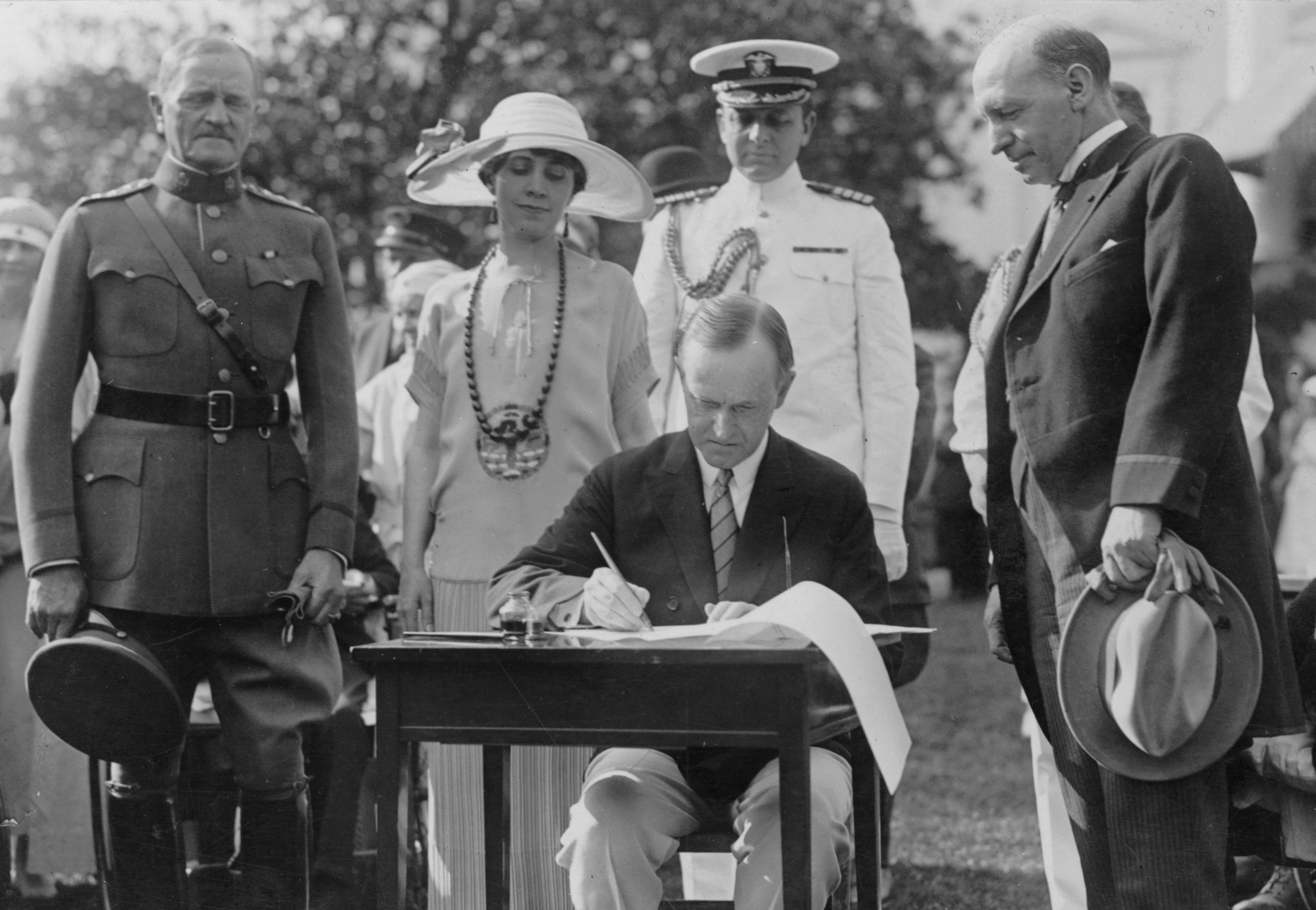
移民法に署名するクーリッジ大統領と閣僚陣（1924年）

優生学の第一人者チャールズ・ダベンポート博士の遺伝学的人種優位性を提唱した事が有名。様々な反論や矛盾を含みながら、ノルディキストの理論は一定の影響力を維持した。それが最も顕著だったのは当時移民に関する選別を進めていたアメリカ合衆国で、先述した人種学者マディソン・グラントがノルディキズムの熱狂的な伝道者として活動している。グラントが記した『偉大な人種の消滅、或いは欧州の人種史』(The Passing of the Great Race, or the Racial Basis of European History) は人種学における概説書の典型となった。
グラントは合衆国政府の助言者として招致され、人種理論に基づいた移民政策の立案に務めた。彼は優等である北方人種の移民を無制限にし、地中海人種とアルプス人種は選別を行うべきと主張した。そしてアフリカなどからの黒色人種、日本・中国などからの黄色人種の移民は全面的に禁止するよう提案した。グラントの信ずるところは基本的に北方人種が人類文明を作り上げたのであり、それを無視した人種混血はアメリカの破滅を招くという事であった。グラントの移民規制計画はカルビン・クーリッジ大統領によってほぼ実行に移され、クーリッジは「人種の混血は自然の摂理に反する事である」と談話を発表した。
日本においては排日移民法と誤って訳されている法案は1924年移民法と呼ばれるもので、対象は黄色人種と黒色人種の全面規制、及び北方人種以外の白色人種に対する部分規制であった。具体的には北欧と西欧の中で地理的に北欧と近いイギリス・アイルランド・ドイツに対する移民規制を弱め、逆に東欧・南欧・北欧から遠い西欧からの移民に制限枠を用意するものであった。
グラントの理論は一般大衆にも影響があり、F・スコット・フィッツジェラルドのグレート・ギャツビーはノルディキズムを体現した人物としてギャツビーを描写し、作中でノルディキズムに言及する場面もある。またジャック・ロンドン、ロバート・E・ハワード、ハワード・フィリップス・ラヴクラフト現在でもシリアル食品のケロッグとして名が知られるジョン・ハーヴェイ・ケロッグ博士はグラントの理論を信奉し、ノルディキストとして行動した事で知られている。

### ドイツへの波及
欧州では殆ど支持されなかったノルディキズムはドイツでのみ、各国に比べて非常に高い名声を得ていた。ドイツではノルディキズムをNordischer Gedanke（北方主義）と呼び、生物学者オイゲン・フィッシャーがその中心人物であった。ショーペンハウエルの思想とダーヴィニズムを融合させ、厳しい北欧の環境が自然淘汰された人類を残したと主張した。この理屈は優生学と社会ダーヴィニズムと深い関連性を持ち、社会における弱肉強食の淘汰を肯定した。後にインド・ヨーロッパ語族に共通の祖民族「アーリア人」が居たと考えるアーリアン学説も加わり、北方人種がアーリア人の直接的末裔であるとして古代史の側面からも指導者階層であることを補強しようとした。
当時のドイツは統一の為に声高に叫ばれたドイツ民族主義を正当化するため、政府の支援を受けた民族学による民族的な至上主義が唱えられた時代であった。その中で人種的な至上を説くノルディキズムは延長線上の議論として違和感無く、国民の多くに受け入れられる傾向にあった。ただし民族主義がそのロマン主義的な空想から一般大衆に支持されたのに対し、人種主義的は科学を援用していた事から知識人に好まれる傾向があった。後年にナチスの理論家となる人種学者ハンス・ギュンターは元々は生物学者であり、オイゲン・フィッシャーからの影響で人種学に関する著作を執筆している。
ハンス・ギュンターは従来のノルディキズムが唱えた白色人種の三大分類（北方、地中海、アルプス）に、新たな分類として東ヨーロッパ人種とディナール人種を加える理論を唱えた。
一方でギュンターはドイツ国民という分類に対しては冷淡な態度を見せ、「ドイツ国民と呼ばれる人々は五大人種が入り乱れた、もっとも人種学的に雑多な集団である」と断じている。彼の理論に基づいたナチスは実際にドイツという枠組みより北方人種（アーリア人種）の国家統一を成し遂げる事を望んで、北欧男性との結婚を奨励するなど「北方的でない自国民」を冷遇する場合もあった。こうした点から政治学者ハンナ・アーレントは「ナチスは民族主義（国民主義）というより、人種主義による全体主義であった」と論じている。

### 支配人種説への発展

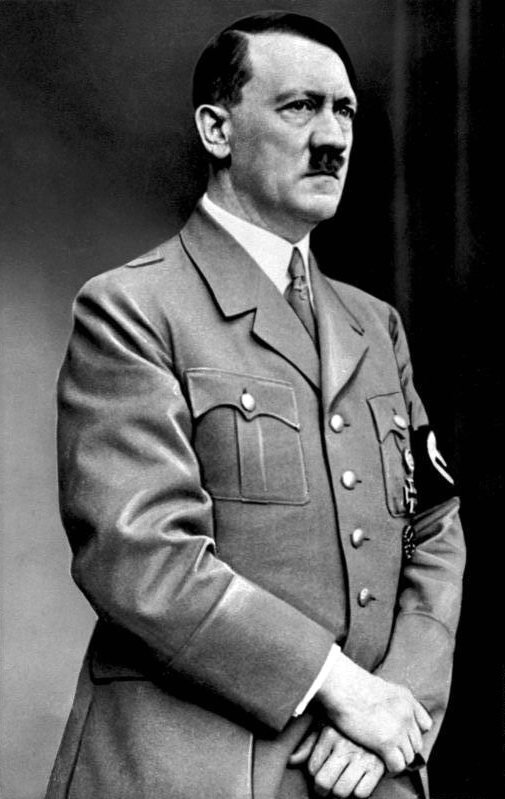
ヒトラーもまたノルディキズムの定義から大きく外れた外見的特長であった。髪の色が当てはまらないのに加え、身体的特徴も異なっていた

第一次世界大戦後の政治的混乱をついて台頭したナチ党のアドルフ・ヒトラーは『我が闘争』でオイゲン・フィッシャーらの理論に言及して、彼らの研究を「科学的真理」と呼んだ。ナチス内でヒトラーが権力を掌握するとノルディキズムは重要なイデオロギーの一つに掲げられ、アルフレート・ローゼンベルクが理論家（イデオローグ）として『二十世紀の神話』を編纂・執筆し、人種問題に関する理論武装を行った。
ローゼンベルクの理論は概ねグラントの理屈を踏襲した「(北方人種以外の)他の人種との交配は国家を破滅させる」という主張を掲げている。その上で民族的・宗教的分類であるユダヤ人を「セム人種」という特有の人種的特長を持つと主張する事で、反ユダヤ主義とノルディキズム、民族主義と人種主義を融合させようとした点に特徴とする。またアーリアン学説も古代における優位を主張する為に取り込まれ、ノルディキズム・反ユダヤ主義・アーリアン学説を合一させた内容と言ってよい。この思想はノルディキズムを初めとする三つの源流思想とも厳密には異なる概念であり、支配人種と別称された。支配人種とはノルディキズムが唱えた「指導力を持つ北方人種」の事を、ナチスが「主たる人種」と言い換えたことによる。
ナチ党の権力掌握によりドイツ内で支配人種説が一般的な価値観として浸透させられていき、人種法の制定で本格化した。だが一方で肝心の「支配人種」「北方人種」「アーリア人」を具体的にどうやって分類するのかはナチス内でも統一した見解を持てなかった。例えば1933年に書かれ、後にナチスにより発禁とされたヘルマン・ガウチの北方人種論では、北方人種の特徴は「滑舌の良さにある」と主張されていた。
分類方法についての議論と淘汰が繰り返され、最終的に強い影響力を保持したのはハンス・ギュンターの理論であった。支配人種説の源流であるノルディキストの使徒として、ギュンターはナチスの人種論に関するイデオローグという地位を確立し、人種政策全般の総責任者に栄達していたアルフレート・ローゼンベルクの参謀役であった。オイゲン・フィッシャーらギュンターの師にあたる先駆者達も次々とナチスの御用学者として招致された。そしてノルディキズムの大家たるマディソン・グラントの『偉大な人種の消滅、或いは欧州の人種史』はヒトラーによって「ナチスの聖書」とまで賞賛された。
グラントもノルディキズムの体現者としてヒトラーへの賞賛と協力を惜しまなかったが、皮肉にも彼が製作した初期の人種図ではドイツは殆どが「劣等」であるアルプス人種に含まれると論じられていた。この事はギュンターによっても指摘され、先の反ドイツ民族主義としての発言を行わせている。グラント、そしてその系譜にあるノルディキスト達の一致したドイツ人観は「北方沿岸部（バルト海）の住人を除けば劣等人種から構成され、特に南ドイツでそれが顕著である」という内容であった。よって南ドイツ領域の拡大となるアンシュルスはますますナチスの政治行動と人種論を矛盾させていった。彼らは優等な人類を庇護するべく北方に進まねばならないはずだったからである。ユダヤ人に関する選別でも定義に混乱がある事が指摘されており、西欧系・東欧系・南欧系・中東系で厳密に区別されていたという。
ナチス内でもノルディキズムに対する反論も現れ始め、ゲルマン語派に属する諸民族が「ゲルマン人種」という、セム人種同様の新しい人種分類と一致すると主張する派閥が活動した。彼らはギュンターらのノルディキズムはむしろ北欧至上主義と近くドイツ民族主義と著しい乖離をもたらすが、ゲルマン人種主義はドイツ民族主義と矛盾無く共存できると主張した。1939年までに国家勢力の大幅拡大に成功したヒトラーはノルディキズムを実質的に棄却して、ゲルマン人種主義・ドイツ民族主義の合一へと鞍替えした。
しかしそれでもノルディキズムの影響はナチスの人種政策から分離できず、ギュンターらによるゲルマン人種・ドイツ民族より北方人種を優先する理論も展開を続け、「生命の泉」計画などが実行された。終戦までヒトラーやナチス政府は北方人種主義とその他の理論の混在が継続した、纏まりのない人種政策を展開した。
1942年時点でもヒトラーは以下の談話を残している。
また終戦後の新しい世界秩序においてそのエリート要員を育成する意味を持っていた親衛隊は家柄より身体的特徴が望まれ、その要件は完全にノルディキズムの概念に従っていた。ヒトラーは親衛隊の意義について以下の様な訓示を述べている。

### 批判と衰退
ノルディキズムに対する批判は主にイギリスで1930年代頃から盛んになり、著名な歴史学者アーノルド・J・トインビーは「むしろ生物学的に雑種と言える方が、自然淘汰の理屈に適っている」と人種浄化を否定する論陣を展開した。また南欧ではジュゼッペ・セルギ以来の「メディタレニア」が優勢であり、ノルディキズムは一部地域を除いて殆ど影響力を持たなかった。ナチスの政治的盟友であったファシスト党のベニート・ムッソリーニも度々ヒトラーのノルディキズムを嘲笑する皮肉を述べている。ムッソリーニは「人種論など、9割は感性の産物である」と一蹴している。
ノルディキズムのメッカであったアメリカではナチス台頭以前から、既に第一次世界大戦の惨禍とその後の世界大恐慌による国内の大混乱によって人種論の正当性が疑われ始めた。グラントの理屈に従って移民規制を行っても、結局国家的な衰退や失敗からは逃れられなかったからである。加えて黒色人種の増加と社会的進出は、従来の白色人種の人種主義においてノルディキズムより白人同士の平等主義が広まるという皮肉な結末を生み出した。如何にして白人全体の独自性を守るか（一滴理論）という議題に優生学者や人種学者の注目が高まる中、グラントの白人間での優劣議論は過去の話題になっていった。
そしてナチスによって具現化されたノルディキズムの蛮行と偏狭さは完全に欧米世界でのノルディキズムへの理解を喪失させた。セルギによるノルディキストの古代文明における主張の荒唐無稽さへの指摘が再認され、またセルギより更に広い分野にわたっての反論が展開された。その過程でアーリアン学説も歴史学的に殆ど証拠を否定され、今日では偽説の典型例と見なされている。
1936年、歴史学者M・W・フーバーはこのような荒唐無稽な理屈が受け入れられた背景には、国民としての形成が遅れたドイツ人の劣等感が背景にあるとまで論じた。
第二次世界大戦後は科学的発達で益々ノルディキズムは衰退したが、依然として三大人種論と共に白人三分論は学説として密かに温存された。しかしクルガン仮説が発表され、白色人種のウラル起源説が有力視されるとノルディキズムの不利は決定的となった。
ノルディキズムに殆ど致命的な敗北を強いたのは遺伝子学による人種研究であった。2007年にまとめられた大規模な調査結果によれば、欧州全域の生物学的差異は（他の大陸や地域に比べて）極めて低く、全てのヨーロッパ人が極めて近い遺伝子構造を持つと発表された。

## 遺伝子
北方人種が分布するとされた北欧地域にはY染色体ハプログループI1系統が高頻度に見られる特徴がある。